# چامپاک
چامپاک (نام علمی: Magnolia champaca) نام یک گونه از سرده مگنولیا است.